# Jorge Moreno
Jorge Moreno (Miami, 23 de abril de 1975) é um músico e empresário cubano-estadunidense vencedor do Grammy Latino.

## Biografia
Jorge Moreno nasceu em 23 de abril de 1975 em Miami, Flórida. Seus pais emigraram de Cuba para Miami Beach em 1958, durante a ditadura de Fulgencio Batista; seu pai, Antonio "Tony" Moreno, foi um influente produtor executivo, pioneiro da salsa e fundador da MP Records. Moreno ganhou visibilidade como compositor para a EMI Music Publishing, e em 2002 Madonna o contratou como seu primeiro artista latino da Maverick Music, a marca latina da Maverick Records. Moreno foi aclamado pela crítica por seu álbum de estreia. Em 2002, ele foi premiado com um Grammy Latino de Melhor Artista Revelação, e no ano seguinte recebeu uma indicação ao Grammy de Melhor Álbum Pop Latino. 